# Drosera falconeri
Pour les articles homonymes, voir Falconeri.
Espèce
Classification phylogénétique
Répartition géographique
Drosera falconeri est une espèce de plante carnivore de la famille des Droseraceae. Elle est endémique du Territoire du Nord en Australie.